# The Voice of the people
The Voice of the people est le nom du sound system créé par Prince Buster en 1958. Ce sera aussi l'un des surnoms qui lui sera donné par la suite.

## À l'origine
Prince Buster est recruté par Clement "Coxsone" Dodd tout d'abord pour assurer la sécurité de son sound system le Sir Coxsone's Downbeat face aux intimidations des hommes de mains de Duke Reid. Mais très vite, son immersion dans la musique diffusée dans les quartiers de West Kingston, va lui permettre de reconnaitre les artistes, les producteurs et les labels joués par les sounds concurrents et ainsi maintenir le Sir Coxsone's Downbeat en haut de l'affiche. Frustré par le manque de reconnaissance financière de Coxsone il décide de créer son propre sound system: "The Voice of The people".

## La création et l'installation au sommet
Un prêt de sa mère et des crédits "à l'amiable" lui permettent de monter un sound system de grande capacité sonore. Il débauche à Coxsone le grand DJ Count Matchuki. Il joue tout d'abord à Salt Lane dans le quartier de Count Ossie (comme il est coutume pour chaque nouveau sound system, ceci constituant une marque de respect par rapport à ce dernier), où il se fait remarquer.
La puissance de son matériel, (toutefois inférieure à celle de Coxsone), la présence de Count Matchuki, son statut au sein du ghetto et son sens de la fête communicatif, installent Prince Buster et son sound system parmi les trois grands sounds de Kingston avec le Downbeat de Coxsone et le Trojan de Duke Reid. 